# Prezidentské volby na Slovensku 2019
Volba prezidenta Slovenské republiky v roce 2019 byla v pořadí pátá přímá volba slovenské hlavy státu. Šéf parlamentu Andrej Danko určil první kolo volby na 16. března a druhé kolo se uskutečnilo o dva týdny později. Úřadující prezident Andrej Kiska ve volbách mandát neobhajoval. První kolo vyhrála Zuzana Čaputová a ve druhém kole porazila Maroše Šefčoviče s náskokem víc než tří set tisíc hlasů a byla zvolena pátou prezidentkou Slovenské republiky.

## Kandidáti
Oficiální seznam kandidátů, kteří splnili podmínky pro kandidaturu:
| Č.  | Fotografie | Jméno                 | Strana                      | Profese, zaměstnání                                                                               | Poznámky |
| --- | ---------- | --------------------- | --------------------------- | ------------------------------------------------------------------------------------------------- | --- |
| 1.  |            | Béla Bugár            | MOST-HÍD                    | současný poslanec a bývalý předseda NR SR, předseda strany MOST-HÍD                               | Bugár svou kandidaturu oznámil 9. června 2018. Pro svou kandidaturu získal 34 565 podpisů občanů.                                                 |
| 2.  |            | Zuzana Čaputová       | PS                          | advokátka, laureátka Goldmanovy ceny (2016)                                                       | Čaputová svou kandidaturu oznámila 29. května 2018. Pro svou kandidaturu získala 18 481 podpisů občanů.                                           |
| 3.  |            | Martin Daňo           | nestraník                   | investigativní novinář a podnikatel                                                               | Daňo svou kandidaturu oznámil 16. února 2018. Pro svou kandidaturu získal 16 podpisů poslanců Národní rady.                                       |
| 4.  |            | Štefan Harabin        | nestraník                   | soudce nejvyššího soudu a ministr spravedlnosti SR v I. vládě Roberta Fica                        | Harabin svou kandidaturu oznámil 18. dubna 2018. Pro svou kandidaturu získal 31 993 podpisů občanů.                                               |
| 5.  |            | Eduard Chmelár        | nestraník                   | historik, politolog, publicista                                                                   | Chmelár svou kandidaturu oznámil 23. dubna 2018. Pro svou kandidaturu získala 17 953 podpisů občanů.                                              |
| 6.  |            | Marian Kotleba        | Kotleba-ĽSNS                | současný poslanec NR SR a předseda strany Kotleba-ĽSNS, bývalý župan Banskobystrického kraje      | Kotleba svou kandidaturu oznámil 31. května 2018. Pro svou kandidaturu získal přes 27 tis. podpisů občanů.                                        |
| 7.  |            | Milan Krajniak        | SME RODINA                  | současný poslanec NR SR                                                                           | Krajniak svou kandidaturu oznámil 31. května 2018. Pro svou kandidaturu získal 25 135 podpisů občanů.                                             |
| 9.  |            | František Mikloško    | nestraník (podpora OKS)     | bývalý poslanec a předseda NR SR, neúspěšný kandidát v prezidentských volbách 2004 a volbách 2009 | Mikloško svou kandidaturu oznámil 6. června 2018. Pro svou kandidaturu získal 19 104 podpisů občanů.                                              |
| 11. |            | Maroš Šefčovič        | nestraník (podpora SMER-SD) | současný eurokomisař a místopředseda Evropské komise (Junckerova komise)                          | Kandidaturu oznámil 18. ledna 2019 jako kandidát strany SMER - sociálna demokracia. Pro svou kandidaturu získal 47 podpisů poslanců Národní rady. |
| 12. |            | Róbert Švec           | nestraník                   | předseda občanského sdružení Slovenské Hnutie Obrody                                              | Švec svou kandidaturu oznámil 27. května 2018. Pro svou kandidaturu získal 18 261 podpisů občanů.                                                 |
| 13. |            | Bohumila Tauchmannová | nestranička                 | podnikatelka v oblasti vzdělávání, občanská aktivistka                                            | Tauchmannová svou kandidaturu oznámila 1. března 2018. Pro svou kandidaturu získala přes 16 tis. podpisů občanů.                                  |
| 14. |            | Juraj Zábojník        | nestraník                   | bezpečnostní analytik                                                                             | Zábojník svou kandidaturu oznámil 19. února 2018. Pro svou kandidaturu získal 28 505 podpisů občanů.                                              |
| 15. |            | Ivan Zuzula           | SKS                         | vysokoškolský pedagog                                                                             | Pro svou kandidaturu získal 16 542 podpisů občanů.                                                                                                |

### Vzdali se kandidatury
| Č.  | Jméno           | Strana                   | Profese, zaměstnání                                                         | Poznámky |
| --- | --------------- | ------------------------ | --------------------------------------------------------------------------- | --- |
| 8.  | József Menyhárt | SMK–MKP                  | lingvista, univerzitní pedagog, regionální politik, předseda strany SMK–MKP | Menyhárt svou kandidaturu oznámil 28. září 2018. Pro svou kandidaturu získal 26 800 podpisů občanů. Kandidatury se vzdal ve prospěch Roberta Mistríka. |
| 10. | Robert Mistrík  | nestraník, (podpora SaS) | chemik, vědec, podnikatel                                                   | Pro svou kandidaturu získal 26 855 podpisů občanů. Kandidatury se vzdal 26. února 2019 ve prospěch Zuzany Čaputové.                                    |

### Další kandidáti
Diplomat Robert Znášik svou kandidaturu oznámil 4. září 2017, jeho kandidatura neb nebyla přijata, když ke dni voleb nebude splňovat podmínku minimálního věku 40 let.
Důchodce Ján Molnár získal pro svou kandidaturu dostatek podpisů poslanců Národní rady během dne otevřených dveří v září 2018. Jeho kandidatura však nebyla přijata, když některé podpisy měl získat podvodem. Zemědělec Martin Konečný odevzdal pouhých 164 podpisů, jeho kandidatura tedy také nebyla přijata.
Oskar Fegyveres, svědek únosu Michala Kováče mladšího v roce 1995, svou kandidaturu oznámil 31. května 2018. Stažení kandidatury oznámil 2. prosince 2018.
Dramaturgyně a ředitelka módní televize Gabriela Drobová kandidaturu oznámila 16. září 2018. Stažení kandidatury oznámila 31. ledna 2019.
Dosavadní prezident Andrej Kiska kandidaturu odmítl, stejně tak i bývalý premiér Robert Fico, tehdejší premiér Peter Pellegrini či bývalá premiérka a neúspěšná kandidátka v prezidentských volbách 2009 Iveta Radičová.

## Výsledky

### 1. kolo
Výsledky prvního kola voleb:
| Pořadí | Kandidát              | Počet hlasů | Počet hlasů v % | Počet vítězných územních obvodů |
| ------ | --------------------- | ----------- | --------------- | ------------------------------- |
| 1.     | Zuzana Čaputová       | 870 415     | 40,57           | 44                              |
| 2.     | Maroš Šefčovič        | 400 379     | 18,66           | 4                               |
| 3.     | Štefan Harabin        | 307 823     | 14,34           | 1                               |
| 4.     | Marian Kotleba        | 222 395     | 10,39           | 0                               |
| 5.     | František Mikloško    | 122 916     | 5,72            | 0                               |
| 6.     | Béla Bugár            | 66 667      | 3,10            | 0                               |
| 7.     | Milan Krajniak        | 59 464      | 2,77            | 0                               |
| 8.     | Eduard Chmelár        | 58 965      | 2,74            | 0                               |
| 9.     | Martin Daňo           | 11 146      | 0,51            | 0                               |
| 10.    | Róbert Švec           | 6 567       | 0,30            | 0                               |
| 11.    | Juraj Zábojník        | 6 219       | 0,28            | 0                               |
| 12.    | Ivan Zuzula           | 3 807       | 0,17            | 0                               |
| 13.    | Bohumila Tauchmannová | 3 535       | 0,16            | 0                               |
| 14.    | Robert Mistrík        | 3 318       | 0,15            | 0                               |
| 15.    | József Menyhárt       | 1 208       | 0,05            | 0                               |
|        | Celkem                | 2 145 364   | 100,00          | 49                              |
|        | volební účast         |             | 48,74%          |                                 |

### 2. kolo
Výsledky druhého kola voleb:
| Pořadí | Kandidát        | Počet hlasů | Počet hlasů v % | Počet vítězných územních obvodů |
| ------ | --------------- | ----------- | --------------- | ------------------------------- |
| 1.     | Zuzana Čaputová | 1 056 582   | 58,41           | 36                              |
| 2.     | Maroš Šefčovič  | 752 403     | 41,59           | 13                              |
|        | Celkem          | 1 808 985   | 100,00          | 49                              |
|        | volební účast   |             | 41,79%          |                                 |

## Průzkumy veřejného mínění

### 1. kolo
| Datum | Institut | Andrej Danko    | Igor Matovič | Béla Bugár | Marian Kotleba | Štefan Harabin | Milan Krajniak | Peter Pellegrini | Eduard Chmelár | Robert Mistrík | František Mikloško | Zuzana Čaputová | Martin Daňo | Marian Čaučík | Ostatní |      |      |
| ----- | -------- | --------------- | ------------ | ---------- | -------------- | -------------- | -------------- | ---------------- | -------------- | -------------- | ------------------ | --------------- | ----------- | ------------- | ------- | ---- | ---- |
| Datum | Institut | srpen-září 2018 | AKO          | 9.7%       | 4.6%           | 8.6%           | 4.7%           | 8.8%             | 4.4%           | 11.9%          | 10.8%              | 12.1%           | 7.1%        | 6.9%          | 2.7%    | 1.9% | 5.8% |

| Datum | Institut | Štefan Harabin     | Marian Kotleba | Zuzana Čaputová | Eduard Chmelár | Robert Mistrík | kandidát SMER-SD | František Mikloško | kandidát OĽaNO | kandidát MOST-HÍD | Milan Krajniak | ostatní |      |      |
| ----- | -------- | ------------------ | -------------- | --------------- | -------------- | -------------- | ---------------- | ------------------ | -------------- | ----------------- | -------------- | ------- | ---- | ---- |
| Datum | Institut | 8.-11. červen 2018 | Pravda         | 35.7%           | 12.3%          | 10.2%          | 10.0%            | 9.2%               | 7.6%           | 6.5%              | 1.8%           | 1.5%    | 1.4% | 4.0% |

| Datum | Institut | Iveta Radičová     | Andrej Danko | Veronika Remišová | Béla Bugár | Marian Kotleba | Štefan Harabin | Maroš Šefčovič | Eduard Chmelár | Robert Mistrík | Marian Čaučík | ostatní |      |       |
| ----- | -------- | ------------------ | ------------ | ----------------- | ---------- | -------------- | -------------- | -------------- | -------------- | -------------- | ------------- | ------- | ---- | ----- |
| Datum | Institut | 24.-30. duben 2018 | Focus        | 13.9%             | 12.1%      | 7.8%           | 5.3%           | 5.0%           | 4.6%           | 2.8%           | 1.4%          | 1.0%    | 0.5% | 45.9% |

| Datum | Institut | Zuzana Čaputová   | Maroš Šefčovič | Štefan Harabin | Marian Kotleba | Béla Bugár | František Mikloško | Milan Krajniak | Eduard Chmelár |      |      |
| ----- | -------- | ----------------- | -------------- | -------------- | -------------- | ---------- | ------------------ | -------------- | -------------- | ---- | ---- |
| Datum | Institut | 27.-28. únor 2019 | AKO            | 52.9%          | 16.7%          | 11.4%      | 5.6%               | 4.1%           | 3.1%           | 2.4% | 1.5% |

### 2. kolo
| Datum | Institut | Kiska              | PROTI |      |      |
| ----- | -------- | ------------------ | ----- | ---- | ---- |
| Datum | Institut | 24.-30. duben 2018 | Focus | 42.7 | 42.6 |